# Höjdhopp för damer i friidrott vid olympiska sommarspelen 1976
Damernas höjdhopp vid olympiska sommarspelen 1976 i Montréal avgjordes den 28 juli.

## Medaljörer
| Gren     | Guld                              | Guld        | Silver                 | Silver | Brons                          | Brons  |
| Höjdhopp | Rosemarie Ackermann · Östtyskland | 1,93 m (OR) | Sara Simeoni · Italien | 1,91 m | Jordanka Blagojeva · Bulgarien | 1,91 m |

## Resultat

### Final
| Plats | Idrottare                 | Höjd (m) |
| ----- | ------------------------- | -------- |
| 1     | Rosemarie Ackermann (GDR) | 1,93 OR  |
| 2     | Sara Simeoni (ITA)        | 1,91     |
| 3     | Jordanka Blagojeva (BUL)  | 1,91     |
| 4     | Mária Mračnová (TCH)      | 1,89     |
| 5     | Joni Huntley (USA)        | 1,89     |
| 6     | Tatjana Schljachto (URS)  | 1,87     |
| 7     | Annette Tånnander (SWE)   | 1,87     |
| 8     | Cornelia Popa (ROU)       | 1,87     |